# Grant Sawyer
Frank Grant Sawyer (né le 14 décembre 1918 en Idaho, et mort le 19 février 1996 à Las Vegas) est un homme politique américain démocrate. Il est gouverneur de l'État du Nevada entre 1959 et 1967.